# شعار بروناي
شعار بروناي أو الشعار الوطني لبروناي هو الشعار الوطني في سلطنة بروناي، يظهر بشكل بارز على علم بروناي. تم تبني الشعار في عام 1940. هناك خمسة عناصر رئيسية للشعار الوطني: العلم، المظلة الملكية (المظلة الاحتفالية)، الأجنحة، اليدين، الهلال.

## الكلمات المُضمنة
على الهلال وتحته هناك لافتتان، كلاهما مكتوبة بحروف صفراء بالأبجدية العربية:
- على الهلال: شعار وطني بروناي ومكتوب عليه (الدائمون المحسنون بالهدى).
- على اللافتة: اسم سلطنة بروناي ومكتوب عليها (بروني دار السلام).

## التصميم
جميع عناصر شعار بروناي مرسوم باللون الأحمر. في بعض الإصدارات والنسخ يحتوي الشعار على خطوط سوداء، أما البعض الآخر فيحتوي خطوط عريضة عديمة اللون.
- علم الذيل والشمسية الصغيرة هو الشعار الملكي في السلطنة الملكية منذ إنشاء الشعار.[1]
- يحتوي الشعار على الأجنحة وهو يرمز إلى حماية العدالة والهدوء والازدهار والسلام.
- يتكون الشعار بشكل رئيسي من الهلال، وهو رمز الإسلام ودين الدولة في بروناي.
- على الجانبين تشير الأيدي إلى أن واجب الحكومة هو الحفاظ على رفاهية المواطنين وتعزيزها وحماية الناس.

## الشعار الشخصي للسلطان

الشعار الشخصي للسلطان.

بعد صدور الدستور في عام 1959، تبنى سلطان بروناي شعارًا مختلفًا عن شعار الدولة، حيث تم استبدال اليدين ممشجرتين ذهبيتين. في تتويجه في عام 1968 سلطانًا لبروناي، استخدم السلطان حسن البلقيه تاجًا بتصميم أصلي نظرًا لأنه يستند إلى العمامة الديباجة التي استخدمها السلاطين السابقون. هي مصنوعة من المعادن الثمينة، مزينة بنديليا وسارتك تتكون من هلال وعشرة نجوم ذي عشرة رؤوس وتعلوها زخارف ذات سبعة رؤوس.
في حوالي عام 1999 تم اعتماد شعار متقن للغاية. حافظ الشعار على الهلال المنقوش منذ ذلك الوقت، ذي صبغة فيرت وهي صبغة خضراء اللون، والمظلة المجنحة كعنصر أساسي، وتم إضافة تاج السلطان عليها. يحيط بهذه المجموعة إكليل من آذان الأرز، ويعلو الشعار اسم الجلالة الله.

## شعارات سابقة

شعار بروناي في الفترة 1932 - 1950
شعار بروناي في الفترة 1950 - 1959